# Вечная слава (мемориал, Сыктывкар)
Мемориал «Вечная слава» — мемориальный комплекс в честь воинов-сыктывкарцев, погибших в годы Великой Отечественной войны, расположен в центре Сыктывкара. Находится на территории сквера «Аллея героев» на улице Карла Маркса.
Авторы — скульпторы В. Н. Мамченко, Ю. Г. Борисов, архитекторы А. Д. Ракин, П. П. Резников, В. И. Сенькин, В. Г. Залитко.

## История
Открытие памятника состоялось 20 августа 1981 года. Оно было приурочено к 60-летию образования Коми автономии.
Проект памятника выполнен по заказу Министерства культуры Коми АССР на основании распоряжения Совета Министров РСФСР № 2254-р от 28.10.70 г. и распоряжения Совета Министров Коми АССР № 387-р от 22.06.77 г.

## Описание
На стилобате памятника находится чаша с вечным огнем. Скульптурная композиция из бронзы олицетворяет скорбящих женщин — жену, дочь и мать солдата. Женщина, стоящая в центре (жена солдата), подносит к чаше кедровую ветвь, увитую лентами.
Рядом с памятником расположены памятные объекты в виде оборонительных заграждений. На алюминиевых плитах увековечены фамилии и имена воинов, павших в боях, умерших от ран и пропавших без вести. Имена воинов постоянно дополняются.
Рядом с прямоугольным возвышением в специальной нише заложены тома «Книги памяти Республики Коми» и обращение к потомкам 2045 года.
«Бабы жарят крокодила»

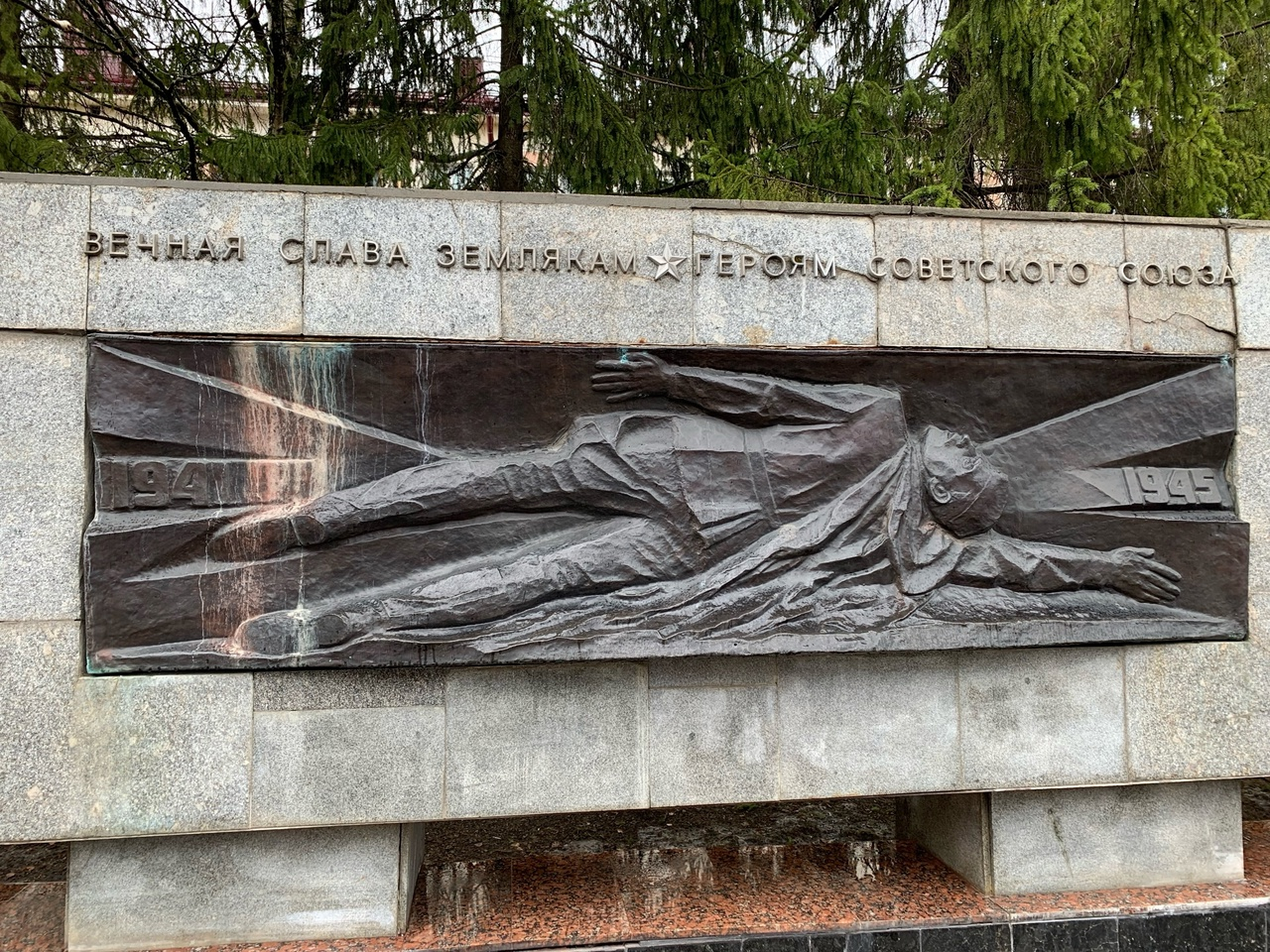
Барельеф "Вечная слава землякам,героям Советского союза"

Народное название памятника — «Бабы жарят крокодила», что связано с тем, что с определенного ракурса венок похож на это земноводное: слева рот, справа хвост (наилл).